# Бели споменици Владимир-Суздаља
Бели споменици Владимир-Суздаља чини осам средњовековних руских цркава изграђених за време кнежевине Владимир-Суздаљ у историјској руској покрајини Залесје ("место над шумом"), данас већином Владимирска област. Оне су изграђене у раздобљу од око 350 година (од 1152. до 1500-их). Све се налазе у близини градова Владимира и Суздаља.
Ова два средишта у средишњој Русији својим величанственим верским, али и световним, каменим грађевинама, већином из 12. и 13. века, представљају важан део развоја руске архитектуре и уметности. Због тога је осам ових грађевина 1992. године уписано на УНЕСКО-в списак места Светске баштине у Европи.

## Списак споменика
| Слика | Име                                                                     | Изградња                | Локација   | Координате                                                       | Белешке |
| ----- | ----------------------------------------------------------------------- | ----------------------- | ---------- | ---------------------------------------------------------------- | --- |
|       | Успењски сабор (Успенский собор во Владимире)                           | 1158—1160. и 1185—1189. | Владимир   | 56° 07′ 38.59″ N 40° 24′ 32.10″ E / 56.1273861° С; 40.4089167° И | Катедралу је наручио Јуриј Долгоруки за свог сина Андреја Богољубског као верско средиште целе Русије. Она је била главна руска црква у 13. и 14. веку, а скоро 400 година је била и највећа руска црква. Изграђена је унутар зидина Владимирског кремља на шест стубова и с једном куполом на високом тамбуру. Њена три брода су надсвођена крхким бачвастим сводом и куполом у облику шлема. Широка је 17.7, дуга 22 и висока 32.3 метра. Њено прочеље је стубовима подељено на пет делова који су украшени изрезбареним рељефима. Већину њених фресака су уништили Монголи 1238. године, али су нове насликали најпознатији руски иконописци, Андреј Рубљов и Данил Чиорни 1408. године (нпр. Страшни суд). Иконостас је красан пример барокног сликарства из 1774. године.                                                                     |
|       | Катедрала Светог Димитрија (Димитриевский собор)                        | 1194—1197.              | Владимир   | 56° 09′ N 40° 25′ E / 56.150° С; 40.417° И                       | То је краљевска црква изграђена по налогу великог кнеза Всеволда III Има коцкаст облик с три упоредна брода и куполу у облику шлема. Споља има више од 1000 камених рељефа с призорима из живота краља Давида. |
|       | Златна капија у Владимиру (Золотые ворота)                              | 1158—1164.              | Владимир   | 56° 07′ 38.59″ N 40° 24′ 32.10″ E / 56.1273861° С; 40.4089167° И | Златна капија су једина сачувана руска градска врата из 12. века. Некад су била део великих одбрамбених зидина које су сада срушене. Врата су квадратни торањ са утврђеном црквом посвећеном Полагању ризе (плашта) Пресвете Богородице (чиме је према предању Богородица сачувала град), на врху торња. Торањ је обновљен 1795. године. Унутра се данас налази Музеј историје који је највише оријентисан на раздобље монголске инвазије у 13. веку. |
|       | Дворац Андреја Богољубског (Дворец Андрея Боголюбского)                 | 1158—1165.              | Богољубово | 56° 11′ 41″ N 40° 31′ 51″ E / 56.19472° С; 40.53083° И           | Остаци краљевског дворца из 12. века укључују Степениште торња Андреја Богољубског, и главну дворану која је у 17. веку претворена у Катедралу Рођења Пресвете Богородице. Тада је изграђен и звоник с куполом у облику шатора. |
|       | Црква Покрова Пресвете Богородице на реци Нерли (Храм Покрова на Нерли) | 1165.                   | Богољубово | 56° 11′ 45″ N 40° 33′ 44″ E / 56.19583° С; 40.56222° И           | Црква се налази на месту Владимирских градских врата према води, тзв. Водена врата. Она има једну куполу у облику шлема која стоји на четири стуба у средишту, и рељефе на горњем делу спољних зидина. |
|       | Суздаљски кремљ (Суздальский кремль)                                    | 1222—1225.              | Суздаљ     | 56° 24′ 59″ N 40° 26′ 35″ E / 56.41639° С; 40.44306° И           | Суздаљски кремљ из 9. века се налази око 25 км северно од Владимира, на обали реке Каменка. У 11. веку је утврђен зидинама и земљаним насипима, а око њега је настао цивилни посад (управно и верско средиште покрајине) у којему су становали обртници и трговци, а у 13. и 14. веку изграђени су и манастири. Упркос урбанизацији из 1788. године, облик и положај улица је остао средњовековни. Кремљем доминира Катедрала Рођења Пресвете Богородице (Рождественским собором) из 13. века (од које су сачувана Златна врата) која је обновљена у 16. веку с пет купола. Ту су и друге цркве са шатороликим куполама из 16. и 17. века, као што су Конвикт Полагања плашта Пресвете Богородице и Рефекторијумска Вознесењска црква, као и друге цркве из 18. века које су грађене у пару, попут Конвикта Госпина посредовања и други манастири. |
|       | Спаситељев манастир Светог Евтимија (Спасо-Евфимиев монастырь)          | 16. век                 | Суздаљ     | 56° 43′ 32″ N 40° 44′ 31″ E / 56.72556° С; 40.74194° И           | Основан је 1352. године, али је добио данашњи изглед изградњом катедрале Преображења Господњег у 16. веку, али у стилу 12. века. |
|       | Црква Бориса и Глеба (Церковь Бориса и Глеба)                           | 1152.                   | Кидекша    | 56° 25′ 30″ N 40° 31′ 45″ E / 56.42500° С; 40.52917° И           | Налази се 5 км источно од Суздаља, на десној обали реке Нерл, код Кидекша. У њој се налазе изворне фреске из 12. века. Иако је касније обнављана и вероватно промењена, она има велику архитектоску вредност због традиционалних материјала и градитељских техника. То је прва руска црква изграђена од кречњака, и то у стилу који су касније следиле све цркве Владимир-Суздаља. |